# 128166 Карора
128166 Карора (128166 Carora) — астероїд головного поясу, відкритий 27 серпня 2003 року.
Тіссеранів параметр щодо Юпітера — 3,159.